# Gracie Fields
Dame Gracie Fields, geboren als Grace Stansfield, (Rochdale, 9 januari 1898 - Capri, 27 september 1979) was een Britse zangeres, actrice en comédienne.

## Carrière
Gracie Fields stond in 1905 op 7-jarige leeftijd voor de eerste keer op het podium. Haar twee zussen en haar broer hadden allen hun geluk gezocht op de planken, maar Gracie was de succesvolste. Haar professionele debuut bij de variété had ze in 1910 in het Hippodrome Theater in Rochdale en spoedig daarna beëindigde ze haar baan bij de plaatselijke katoenfabriek.
Ze ontmoette de komiek Archie Pitt en beiden gingen samenwerken. Pitt werd haar manager. Hun eerste gezamenlijke revue heette Yes I Think So (1915). Tot 1922 toerden ze door het Verenigd Koninkrijk. In dat jaar hadden ze het programma Mr Tower of London op poten gezet. Met dit programma veranderde alles, toen het in het Londense West End kwam. De hoofdrolspelers waren enthousiast en Fields werd bekend bij een groot publiek. Haar carrière raakte in een stroomversnelling en ze trad nu ook op in theaterstukken en begon met een platencarrière.
Een van hun succesvolste programma's hadden ze vooreerst in 1925 in het Alhambra Theater. De show was een enorm publiekelijk succes en Fields ging met het programma meer dan tien jaar op tournee. Ze trad tien keer op in de Royal Variety Shows in Londen (voor de eerste keer in 1928) en won een toegewijd publiek met haar mengeling van humor, waarmee ze zichzelf kritiseerde, uit komische liederen en monologen, maar ook uit vrolijke liederen over het tijdperk van de wereldwijde economische crisis.
Haar beroemdste lied, dat haar herkenningssong werd, was Sally. Dit werd extra ingevoegd in de titel van haar eerste film Sally in Our Alley, die dan ook de bioscoopkassa liet rinkelen. Ze maakte later verdere films, vooreerst in het Verenigd Koninkrijk, daarna in de Verenigde Staten, waar ze een recordhonorarium kreeg van 200.000 dollar voor vier films.
Fields werd een van de bestbetaalde entertainers in het Verenigd Koninkrijk en speelde overal in het land voor uitverkochte zalen. Ze werd door iedereen 'Our Gracie' genoemd. Haar populariteit tijdens de jaren 1930 was zo groot, dat het parlement een vergadering vroeger beëindigde, zodat de afgevaardigden naar huis konden om een radio-uitzending van haar te kunnen beluisteren.
Aan het eind van de jaren 1930 bereikte ze het hoogtepunt van haar carrière. Ze kreeg veel onderscheidingen, waaronder de titel Commander of the British Empire voor haar verdiensten in het amusement. 

### De jaren 1940
Kort na haar ziekte begon de Tweede Wereldoorlog en Fields, nog niet volledig hersteld, reisde naar Frankrijk om de troepen te amuseren. In 1940 na de scheiding van Pitt, trouwde ze met de filmregisseur Monty Banks. Aangezien Banks echter burger bleef van de oorlogsopponent Italië en dus persona non grata was in het Verenigd Koninkrijk, liep hij het risico om te worden gedetineerd in een interneringskamp. Aldus voelden Fields en Banks zich gedwongen om het Verenigd Koninkrijk te verlaten en naar Noord-Amerika te gaan. Ofschoon ze verder veel tijd eraan besteedden om de troepen te amuseren en de Britse oorlogsbelangen buiten haar geboorteland ook op een andere manier te steunen, leidde dit echter ertoe, dat haar populariteit in het Verenigd Koninkrijk snel daalde, ook mede doordat de Londense pers haar als verrader en deserteur uitmaakte.
Na de oorlog vervolgde ze haar carrière op een lager pitje. In de Verenigde Staten bereikte haar song Now Is the Hour (1948) een 3e plaats in de hitlijst. In hetzelfde jaar begon ze ook weer op te treden in haar geboorteland en was ze de ster van de Festival of Britain-festiviteiten. Haar populariteit nam weer toe, echter zonder de status te bereiken, die ze had tijdens de jaren 1930. Ze nam verder platen op, maar speelde niet meer in films. Muzikaal ging ze meer richting lichte klassiek, aangezien de muzieksmaak veranderde.

### Vanaf de jaren 1950
In het Verenigd Koninkrijk kon ze met Around the World (#8, 1957) en Little Donkey (#20, 1959) weer twee singles in de hitlijst plaatsen. Sinds haar derde huwelijk werkte ze nog minder, maar als ze optrad, waren de zalen ook uitverkocht, zelfs na haar 70ste levensjaar. Het album The Golden Years met haar grootste hits kwam in 1975 in de lp-hitlijst. In 1978 opende ze persoonlijk het Gracie Fields Theatre in Rochdale en had ze op 80-jarige leeftijd nog een laatste optreden in de Royal Variety Show. In het daaropvolgende jaar werd ze door de koningin benoemd tot Dame.

## Privéleven en overlijden
In 1923 trouwde ze met haar manager Archie Pitt. Haar exclusieve huis in Londen, dat ze deelde met haar echtgenoot, schonk ze aan een geboortekliniek, toen haar huwelijk het einde naderde. In 1939 kreeg ze baarmoederhalskanker. Ze kreeg meer dan 250.000 beterschaps-wenskaarten van haar fans en trok zich terug in haar villa op Capri om te genezen. In 1940 trouwde ze met de regisseur Monty Banks, die in 1950 overleed. Gracie Fields toonde veel sociale betrokkenheid en maakte Capri tot haar verblijf. Twee jaar na Banks' dood trouwde ze met Boris Alperovici. Gracie Fields overleed in september 1979 op 81-jarige leeftijd in haar huis op Capri. Haar graf bevindt zich op het Cimitero Acattolico in Capri.

## Discografie

### Singles
- ####: Sally
- ####: Sing as We Go
- ####: Wish Me Luck as You Wave Me Goodbye
- ####: The Biggest Aspidistra in the World
- ####: Only a Glass of Champagne
- ####: Christopher Robin Is Saying His Prayers
- ####: Angels Guard Thee
- ####: Nuns Chorus
- ####: Now Is the Hour
- ####: The Isle of Capri
- 1957: Around the World
- 1959: Little Donkey

### Albums
- 1975: The Golden Years
- 2010: Our Gracie - The Best Of

## Filmografie
- 1931: Sally in Our Alley
- 1932: Looking on the Bright Side
- 1933: This Week of Grace
- 1933: Love, Life and Laughter
- 1934: Sing as We Go
- 1935: Look Up and Laugh
- 1936: Queen of Hearts
- 1937: The Show Goes On
- 1938: We're Going to Be Rich
- 1938: Keep Smiling
- 1939: Shipyard Sally
- 1943: Stage Door Canteen
- 1943: Holy Matrimony
- 1945: Molly and Me
- 1945: Paris Underground